# Yaakov Dori

Yaakov Dori

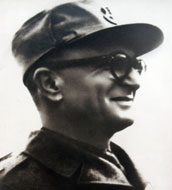
Yaakov Dori als commandant

Yaakov Dori (Hebreeuws: יעקב דורי ) geboren als Yaakov Dostrovsky (Russisch: Яков Достровский) (Odessa, 8 oktober 1899 – Haifa, 22 januari 1973) was de eerste opperbevelhebber van het Israëlische leger (IDF). 
Geboren in het gebied dat nu Oekraïne heet, emigreerde hij met zijn familie in 1905 naar het toenmalige Palestina, behorend bij het Ottomaanse Rijk. Dit was het gevolg van de anti-Joodse pogrom die in dat jaar in Odessa plaatsgevonden had. Na het afronden van de middelbare school in Haifa, ging hij bij het Joodse Legioen van het Britse leger en vocht hij in de Eerste Wereldoorlog. Later sloot hij zich aan bij de Hagana en nam de schuilnaam 'Dan' aan.
In 1939 werd Dori benoemd tot bevelhebber bij de Hagana en hij bleef dit tot aan 1946. Van 1946 tot 1947 was hij ook het hoofd van een Palestijns-Joodse delegatie die wapens kocht in de Verenigde Staten.
Zodra het Israëlische defensieleger gevormd was, werd Dori de eerste opperbevelhebber daarvan. Hij bezat erg goede leidinggevende capaciteiten, maar door zijn zwakke gezondheid werd hij gedwongen om veel van zijn taken over te dragen aan andere generaals, zoals Yigael Yadin. Vooral in de Israëlische Onafhankelijkheidsoorlog van 1948 was dit het geval. Als gevolg daarvan verliet hij op 9 november 1949 het leger en ging met pensioen, waarna Yadin hem opvolgde. Toch bleef hij betrokken bij het leger en zelfs na z'n aftreden bleef hij militaire insignes dragen.
Vanaf 1950 was Dori betrokken als adviseur van de premier en later werd hij ook nog president van het Technion in Haifa, een positie die hij tot 1965 bekleedde.

## Trivia
- Zijn zoon, Yerachmiel Dori, was commandant bij de genie.
- In Haifa is een voetgangerspad naar hem vernoemd en in Beër Sjeva een straat.